# Dzmitryj Alenski
Dzmitryj Iharawicz Alenski (błr. Дзмітрый Ігаравіч Аленскі, ros. Дмитрий Игоревич Аленский; ur. 2 maja 1986) – białoruski zapaśnik walczący w stylu klasycznym. Piętnasty na mistrzostwach świata w 2009. Zajął dziewiąte miejsce na mistrzostwach Europy w 2010. Dwunasty na Uniwersjadzie w 2013. Trzeci na akademickich MŚ w 2012. Trzynasty w Pucharze Świata w 2011 roku.